# Sint-Rochuskapel (Pulle)

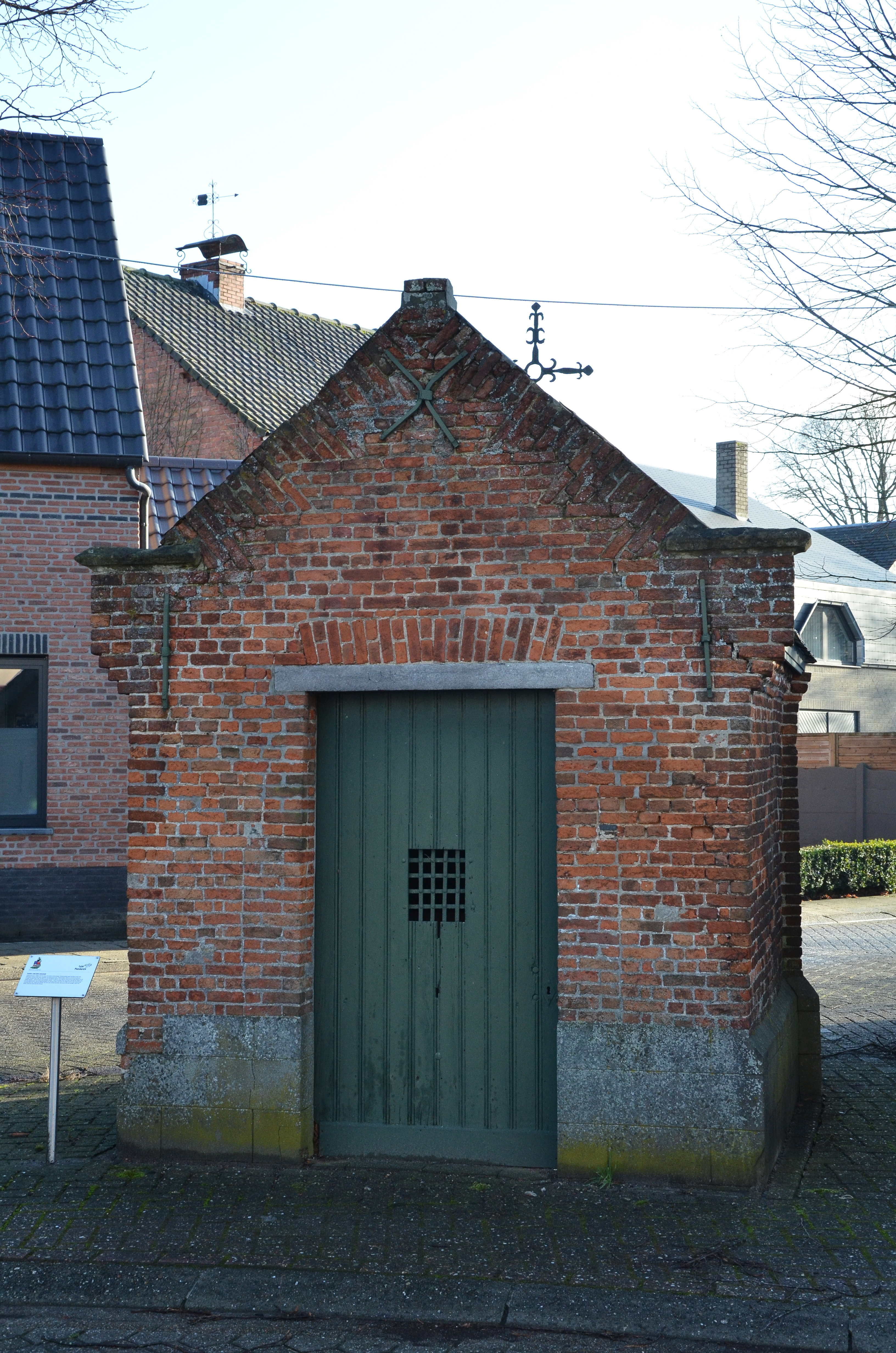
Sint-Rochuskapel

De Sint-Rochuskapel is een kapel in de tot de Antwerpse gemeente Zandhoven behorende plaats Pulle, gelegen aan de Dorpsstraat.
Deze kapel stond er al midden 17e eeuw, al zijn er later wel enkele verbouwingen geweest.
Het is een bakstenen kapel op rechthoekige plattegrond met driezijdige koorsluiting. Op het dak, boven het koor, bevindt zich een kruis.